# Patrick Roy (hockey sur glace)
Pour les articles homonymes, voir Patrick Roy et Roy.
Temple de la renommée : 2006
Patrick Roy (né le 5 octobre 1965 à Québec) est un joueur et entraîneur de hockey sur glace québécois. Maintenant à la retraite, il évoluait au poste de gardien de but. 
Il débute ensuite une carrière en tant qu'entraîneur dans la LHJMQ avec les Remparts de Québec, de 2005 à 2013, puis dans la LNH avec l'Avalanche du Colorado de 2013 à 2016. De 2018 à 2023, il est l'entraîneur-chef et le directeur général des Remparts de Québec puis devient l'entraîneur-chef des Islanders de New York le 20 janvier 2024.

## Biographie
Né dans la ville de Québec, où il vit toujours, fils de Michel Roy et Barbara Miller ainsi que petit-fils de Bona Arsenault, Patrick Roy commence à jouer au hockey tout jeune, dans la rue, avec ses amis, avant de commencer à pratiquer son sport sur la glace. Sa mère a été Reine du Carnaval de Québec de 1961.

### Carrière de joueur

#### Rangs juniors
Après une saison avec les Gouverneurs de Sainte-Foy lors de laquelle il ne subit que trois revers et s'incline en finale de la Coupe Air Canada, il est repêché au 2e tour en 1982 par les Bisons de Granby dans la Ligue de hockey junior majeur du Québec (LHJMQ). C'est avec cette équipe qu'il joue pendant trois ans comme gardien titulaire, jouant plus de 40 parties par saison. Il y maintient une moyenne de buts alloués de 5,35 par matchs en 159 parties et un pourcentage d'arrêts de 0,863, en plus de jouer quatre matchs en séries éliminatoires. C'est également à cette époque qu'il rencontre Pierre Lacroix, qui devient son agent et qui a une incidence majeure sur sa carrière.
C'est en 1984 que son rêve le plus cher se réalise. Il est repêché au 3e tour (51e au total) par les Canadiens de Montréal au repêchage d'entrée dans la LNH 1984. Ce n'est qu'un an plus tard, à la surprise de tous, qu'il fera ses débuts professionnels en aidant le club-école du Canadien, les Canadiens de Sherbrooke, à remporter le championnat de la Ligue américaine de hockey, la Coupe Calder. 

#### Canadiens de Montréal

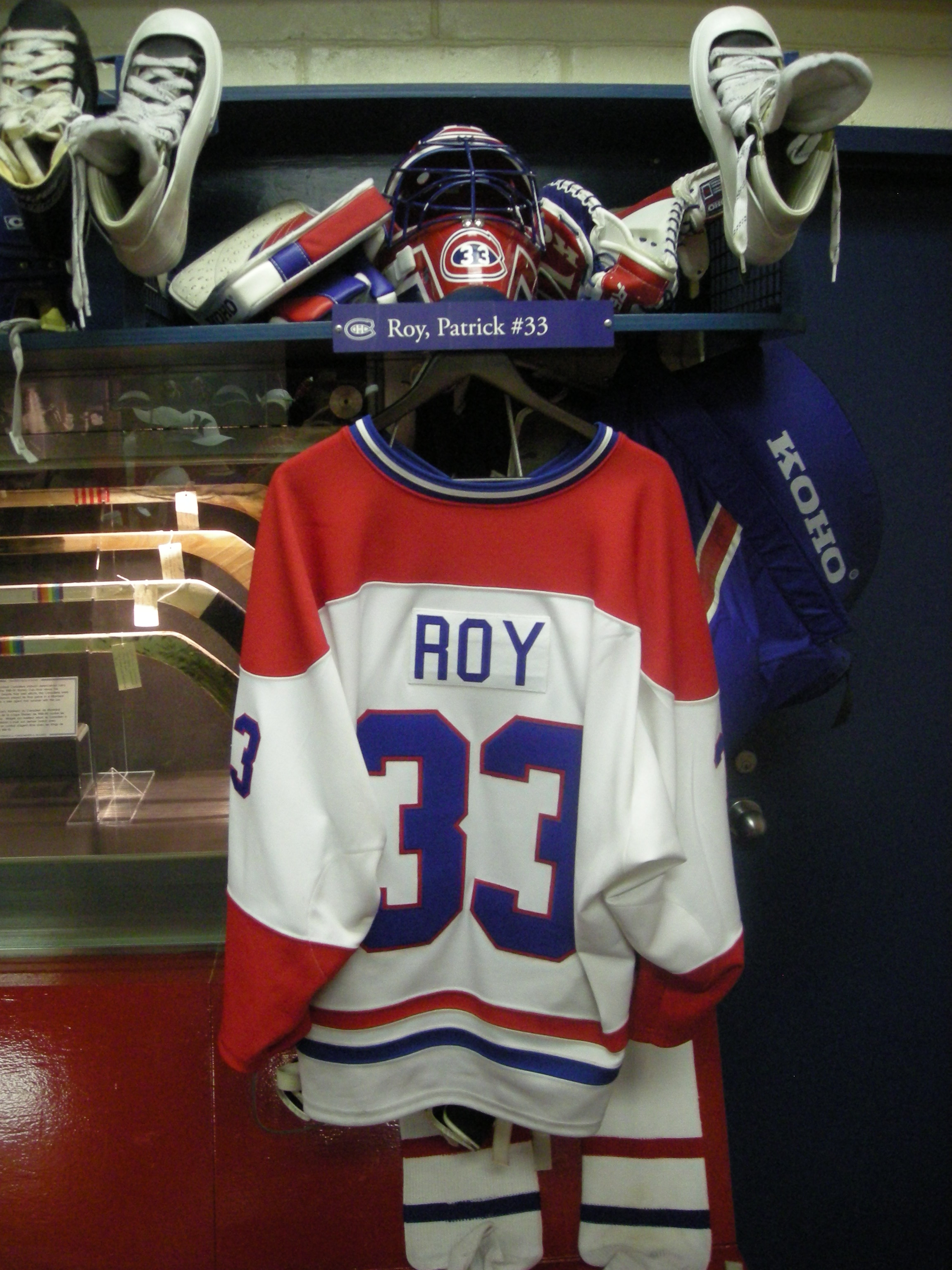
Patrick Roy fut gardien de but pour les Canadiens de Montréal de 1984 à 1995.

La saison suivante, l'encadrement des Canadiens annonce qu'il sera titulaire pour le début de la saison 1985-1986 de la LNH. Toute la pression est sur son dos et il sait habilement la soutenir, étonnant tous les observateurs. Offrant 23 victoires en 47 rencontres, il porte son équipe jusqu'aux éliminatoires. Durant ces mêmes séries éliminatoires, il étonnera encore tout le monde et conduira magistralement son équipe jusqu'au plus haut sommet : la Coupe Stanley. Il sera couronné joueur par excellence des séries éliminatoires par la remise du trophée Conn-Smythe. Alors âgé de vingt ans, il est le plus jeune joueur de l'histoire à recevoir cet honneur.  
En 1989, il atteint de nouveau la finale sous la gouverne du nouvel entraîneur Pat Burns. L'équipe s'incline toutefois en 6 matchs face aux Flames de Calgary, qui remportaient la première Coupe Stanley et qui s'était inclinée trois ans plutôt devant le tricolore. Il s'agissait de la première et unique fois à ce jour qu'une équipe adverse emportait la Coupe Stanley dans l'aréna des Canadiens même.  
À l'aube de la saison 1992-1993, les Canadiens congédient leur entraîneur et embauchent Jacques Demers. Ce dernier développe rapidement une complicité avec Patrick Roy, lui signifiant clairement sa volonté de remporter la Coupe Stanley et l'appelant à jouer rôle crucial pour y arriver. Quelques mois plus tard, il emporte son pari en soulevant la Coupe Stanley au printemps 1993. 
Le 6 décembre 1995, après avoir accordé 9 buts aux Red Wings de Détroit, il est échangé sur sa demande, à la nouvelle franchise de la LNH, issue du déménagement des Nordiques de Québec, l'Avalanche du Colorado.

#### Avalanche du Colorado

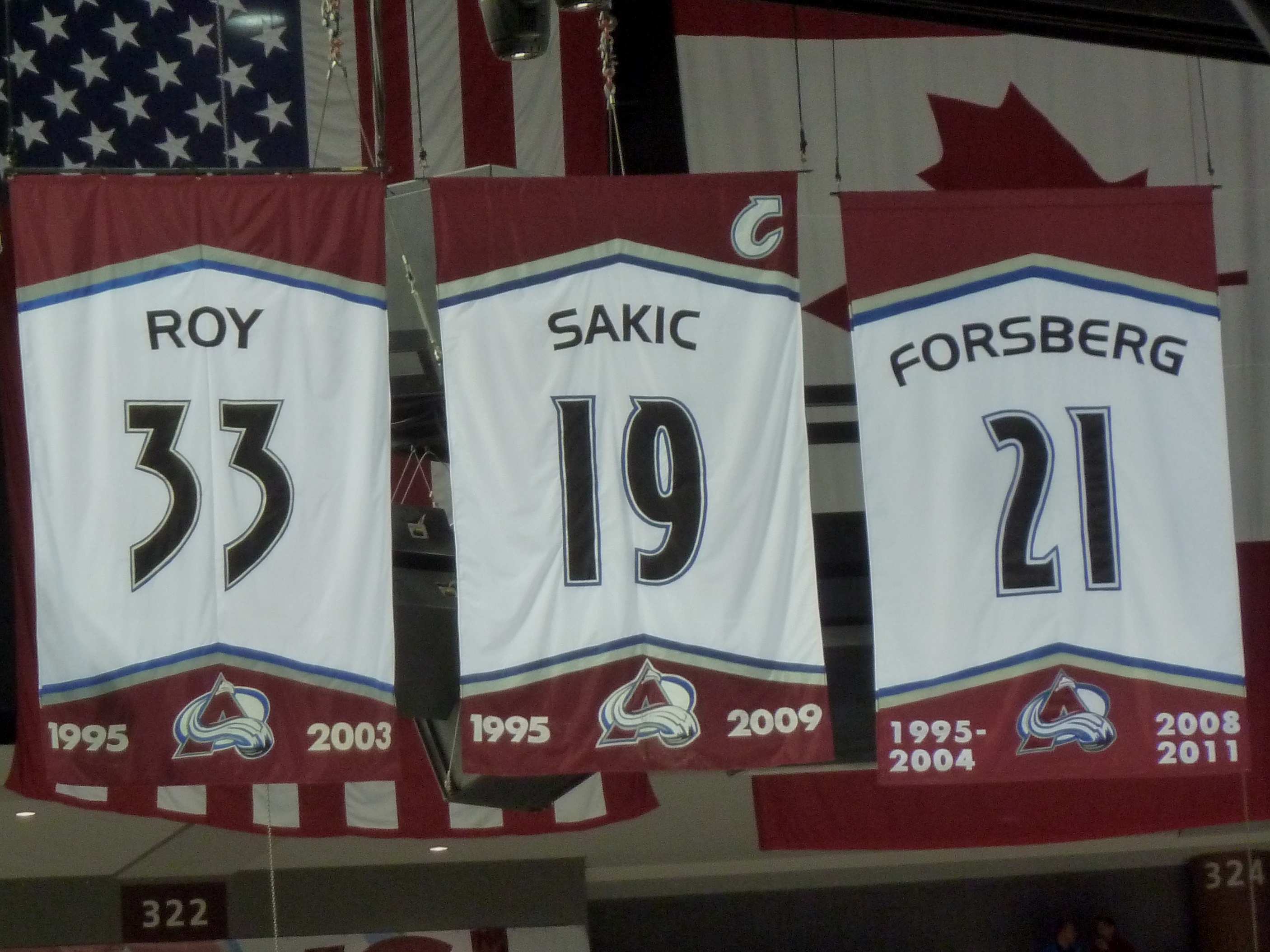
Figure marquante des premières années de l'Avalanche du Colorado, Patrick Roy a vu son chandail retiré dans les mois qui ont suivi sa retraite, en 2003.

Échangé en retour du gardien de but québécois Jocelyn Thibault et des attaquants Martin Ručinský et Andreï Kovalenko, il est accompagné dans la transaction par son coéquipier Mike Keane, qui était d'ailleurs le capitaine du Canadiens au moment de l'échange. Il rejoint alors son ancien agent, Pierre Lacroix, nommé directeur général des Nordiques en 1994 et ayant suivi le déménagement de l'équipe,. Au cours de la même saison, il remporte la Coupe Stanley. 
Il en remporta une autre en 2001, toujours avec l'Avalanche, de même qu'un troisième trophée Conn-Smythe. Il détient le record du plus grand nombre de trophées Conn-Smythe, avec un total de trois.

#### Équipe nationale
En 1998, il participe aux Jeux Olympiques de Nagano et maintient une moyenne de buts alloués de 1,46 buts en six matchs. L'équipe canadienne ne réussit pas toutefois à monter sur le podium, terminant au quatrième rang du tournoi.
En 2001, il déclare ne pas vouloir participer aux Jeux Olympiques de Salt Lake City et dit accorder plus d'importance à une bague de la coupe Stanley qu'à une médaille Olympique.

### Entraîneur et dirigeant

#### Remparts de Québec

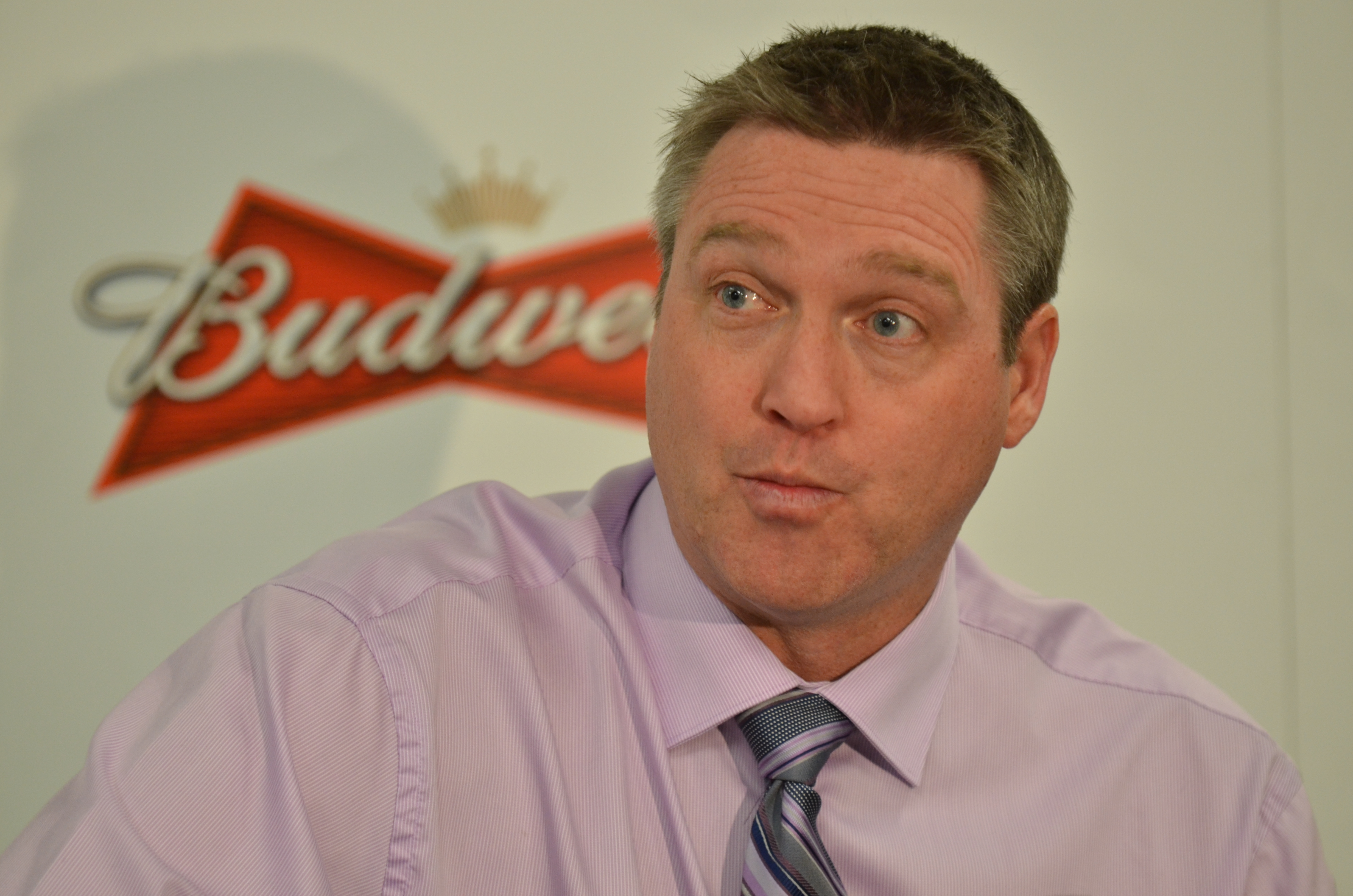
Patrick Roy lors d'une conférence de presse après un match des Remparts.

À la suite de sa retraite en 2003, Patrick Roy intègre progressivement l'organisation des Remparts de Québec, dont il s'était porté acquéreur quelques années plus tôt. Il devient vice-président aux opérations hockey puis directeur général. Le 29 septembre 2005, insatisfait du rendement de l'équipe, il décide de congédier l'entraîneur-chef Éric Lavigne et de prendre ce poste lui-même. Dès sa première saison, il décroche le titre de champion dans l'ouest. En séries éliminatoires, il élimine les Foreurs de Val-d'Or en 5 matchs puis il exclut les Cataractes de Shawinigan en 5 matchs. Ensuite, il faudra 7 matchs aux Remparts pour éliminer le Titan d'Acadie-Bathurst et pour accéder à la finale de la Coupe du Président. Ils se font éliminer par les Wildcats de Moncton en 6 matchs, mais accèdent tout de même à la coupe Mémorial car Moncton est l'équipe hôte.
Le 28 mai 2006, les Remparts gagnent la Coupe Memorial en battant les Wildcats de Moncton 6-2 en finale. Patrick Roy devient le 7e entraîneur à gagner la coupe durant son année recrue, le premier à le faire depuis Claude Julien avec les Olympiques de Hull en 1997.

#### Avalanche du Colorado
Le 23 mai 2013, il est nommé entraîneur-chef et vice-président aux opérations hockey de l'Avalanche du Colorado. Il remporte le trophée Jack-Adams qui est remis au meilleur entraîneur de l'année de la Ligue nationale de hockey, au terme de sa première saison à la barre du club. Le 11 août 2016, après trois saisons, il annonce sa démission du poste d'entraîneur chef de l'Avalanche du Colorado en raison de désaccords avec le directeur général de l'équipe, Joe Sakic. Il quitte la franchise en revendiquant un bilan de 130 victoires, 92 défaites et 24 défaites en prolongation ou en tirs de barrage et une qualification en séries.

#### Remparts de Québec
Il est de retour à ses anciennes fonctions chez les Remparts de Québec dès la saison 2018-2019. Après avoir remporté le trophée Jean-Rougeau lors de la saison 2021-2022 sous sa gouverne, les Remparts remportent tous les honneurs à la saison suivante, récoltant la coupe Gilles-Courteau, la coupe Memorial ainsi que le trophée Jean-Rougeau,. Le 13 juin 2023, Patrick Roy annonce sa démission du poste d'entraîneur-chef et de directeur général des Remparts de Québec. Le joueur Simon Gagné, qui était son adjoint lors de la saison précédente, prend sa relève comme directeur-général, alors que Éric Veilleux lui succède comme entraîneur-chef,.

#### Islanders de New York

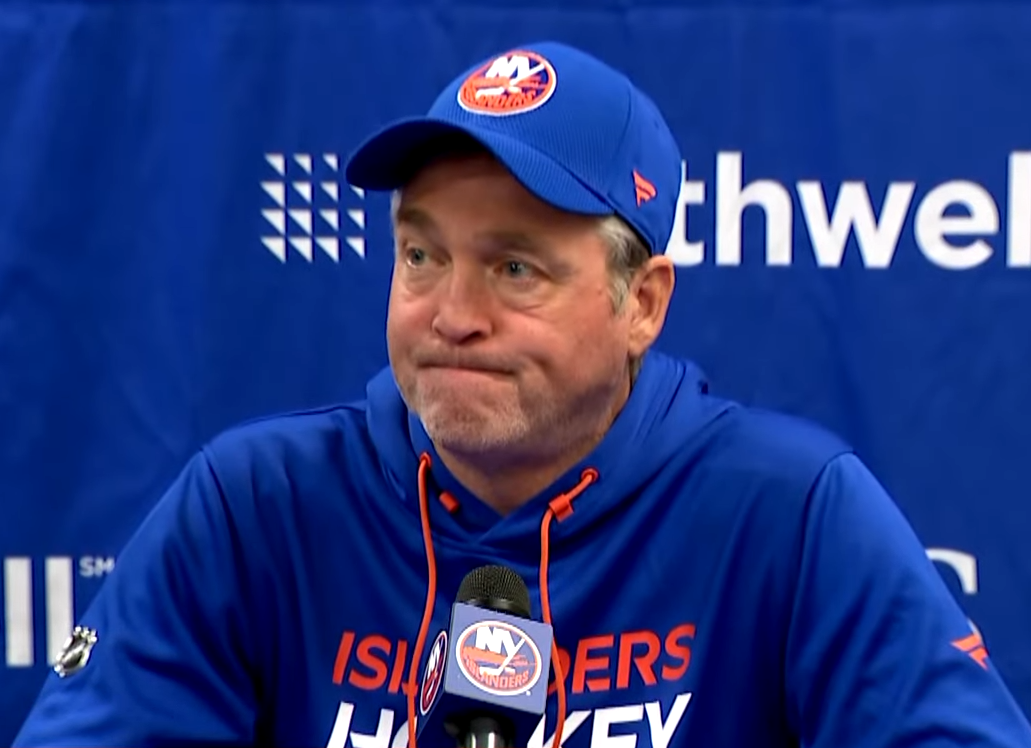
Patrick Roy au podium de presse des Islanders en 2024.

Le 20 janvier 2024, les Islanders de New-York annoncent que Roy dirigera l'équipe et remplacera Lane Lambert. L'équipe se qualifie pour les séries éliminatoires dès sa première saison à la barre de l'équipe mais s'incline en cinq matchs contre les Hurricanes de la Caroline au premier tour. 

## Impact

### Héritage
Grâce aux conseils de François Allaire, Patrick Roy a perfectionné le style papillon, style d'abord développé par Glenn Hall et Tony Esposito entre autres. Aujourd'hui consacré, la grande majorité des gardiens de but de la ligue nationale le pratiquent,.
Au cours de sa carrière, Patrick Roy a gagné deux coupes Stanley avec le Canadien et deux autres avec l'Avalanche pour un total de quatre coupes Stanley. Il a aussi gagné trois fois le trophée Vézina et trois trophées Conn-Smythe.
Le 28 juin 2006, Patrick Roy a été sélectionné pour être intronisé au temple de la renommée du hockey dès sa première année année d'admissibilité,. Son intronisation a eu lieu le 13 novembre 2006 lors d'une cérémonie au Centre Air Canada, quelques minutes avant un match entre les Canadiens et les Maple Leafs de Toronto.
Le 28 octobre 2003, son chandail est retiré par l'Avalanche du Colorado. Il devient alors le deuxième joueur de l'organisation à recevoir un tel honneur, le premier étant Raymond Bourque en 2001, qui arborait le numéro 77.
Le 22 novembre 2008, son chandail, le numéro 33, a été retiré par les Canadiens de Montréal lors d'une cérémonie avant le match opposant le Tricolore aux Bruins de Boston. Il déclara à cette occasion « Je serai toute ma vie reconnaissant de votre accueil et de votre soutien. Bien sûr, je me souviendrai de ce jour où j’ai dû partir un peu trop vite sans vous dire au revoir comme je l’aurais souhaité. Mais je me rappellerai davantage ces moments où nous avons fait trembler le Forum et vibrer Montréal. Et alors que vos encouragements et vos applaudissement me vont droit au cœur, alors que vous me faites l’honneur de retirer, ici à Montréal, mon chandail, alors que vous m’accueillez comme au premier jour, mes amis, ce soir, je rentre chez nous.», Le gardien de but Carey Price, avec qui il est souvent comparé parmi les meilleurs gardiens de but de l'histoire du Canadien, est notamment présent lors la cérémonie.
La carrière de Patrick Roy a inspiré de nombreux jeunes gardiens et athlètes québécois qui ont par la suite connu des carrières professionnelles,.
En 2023, la Ligue de hockey junior majeur du Québec annonce la création du trophée Patrick Roy, qui sera décerné au gardien de l'année dans le circuit.

### Controverses
Au cours de sa carrière, Patrick Roy s'est retrouvé au cœur de plusieurs controverses. La plus célèbre à ce jour demeure les circonstances dans lesquelles il fut échangé du Canadiens de Montréal. Au début du calendrier 1995-1996, au cours d'une partie, rien ne va plus : après avoir accordé 9 buts face aux Red Wings de Détroit, Roy, frustré, demande une transaction à Ronald Corey assis dans l'estrade.
En 2001, il refuse de participer aux Jeux olympiques de Salt Lake City, affirmant ne pas croire en un système de rotation des gardiens pendant les tours préliminaires. Au moment du tournoi, il était pourtant le gardien de but avec le plus de victoires de l'histoire de la LNH.
Quelques années plus tard, alors qu'il est entraîneur pour les Remparts de Québec, une guerre de mots l'oppose à la recrue des Canadiens de Montréal, Guillaume Latendresse. Ce dernier digère mal une blague lancée par l'ex-gardien de but à propos de son premier but en carrière.
Lors des séries de la saison 2007-2008, au cours d'une bagarre générale, son fils Jonathan qui est alors le gardien des Remparts s'en prend violemment à Bobby Nadeau, le gardien des Saguenéens de Chicoutimi, sans aucune raison. Soupçonné d'avoir encouragé son fils à attaquer Nadeau, Roy reçoit cinq matchs de suspension « pour une conduite jugée préjudiciable ». Son fils, quant à lui, est suspendu pour sept rencontres alors que plusieurs autres joueurs des deux équipes reçoivent également des suspensions allant de un à six matchs.

### Implication dans sa communauté
En 1996, alors joueur pour l'Avalanche du Colorado et venant tout juste de remporter la coupe Stanley, Patrick Roy fait l'acquisition de la franchise des Harfangs de Beauport, dans la LHJMQ, en compagnie des hommes d'affaires Jacques Tanguay et Michel Cadrin. Quelques mois plus tard, l'équipe déménage au PEPS de l'Université Laval et devient les Remparts de Québec, adoptant le nom et les couleurs de l'équipe originale des années 70 dans laquelle a notamment évolué Guy Lafleur.
Il suit alors les conseils de Pierre Lacroix, qui lui recommandait d'avoir un plan pour son après-carrière. Poursuivant simultanément sa carrière de joueur, il apprend progressivement le métier d'entraîneur en visionnant les cassettes des Remparts et en demandant conseil à Bob Hartley, son entraîneur avec l'Avalanche du Colorado de 1998 à 2002. 
Après avoir été actionnaire de l'équipe pendant plus d'une quinzaine d'années, l'équipe est vendue à Québécor en 2014. 
En 2023, après la victoire des Remparts à la coupe Mémorial, il visite la communauté de Waswapini avec le trophée afin de réconforter des sinistrés.
Quelques mois plus tard, il investit avec son ami Jacques Tanguay dans le club de hockey français les Boxers de Bordeaux.

### Vie privée
Il a un frère de deux ans son cadet, Stéphane, qui a joué lui aussi dans la LNH, mais seulement pour une période de douze matchs avec les North Stars du Minnesota dans les années 1980.
Patrick Roy a deux fils, Jonathan et Frédérick, qui sont aussi joueurs de hockey. Il a aussi une fille nommée Jana qui a elle aussi joué au hockey, mais qui a finalement abandonné ce sport pour pratiquer le karaté.

## Statistiques
| Saison     | Équipe                    | Ligue      |       | Saison régulière | Saison régulière | Saison régulière | Saison régulière | Saison régulière | Saison régulière | Saison régulière | Saison régulière | Saison régulière | Saison régulière |     | Séries éliminatoires | Séries éliminatoires | Séries éliminatoires | Séries éliminatoires | Séries éliminatoires | Séries éliminatoires | Séries éliminatoires | Séries éliminatoires | Séries éliminatoires |
| Saison     | Équipe                    | Ligue      | PJ    | V                | D                | Pr/N             | Min              | BC               | Moy              | % Arr            | Bl               | Pun              | PJ               | V   | D                    | Min                  | BC                   | Moy                  | % Arr                | Bl                   | Pun                  |                      |                      |
| 1981-1982  | Gouverneurs de Sainte-Foy | QAAA       | 40    | 27               | 3                | 10               | 2 400            | 156              | 2,63             |                  | 3                | -                | 2                | 2   | 0                    | 114                  | 2                    | 1,05                 |                      | 1                    | -                    |                      |                      |
| 1982-1983  | Bisons de Granby          | LHJMQ      | 54    | 13               | 35               | 1                | 2 808            | 293              | 6,26             |                  | 0                | -                | -                | -   | -                    | -                    | -                    | -                    | -                    | -                    | -                    |                      |                      |
| 1983-1984  | Bisons de Granby          | LHJMQ      | 61    | 29               | 29               | 1                | 3 585            | 265              | 4,44             |                  | 0                | -                | 4                | 0   | 4                    | 244                  | 22                   | 5,41                 |                      | 0                    | -                    |                      |                      |
| 1984-1985  | Canadiens de Montréal     | LNH        | 1     | 1                | 0                | 0                | 20               | 0                | 0                | 0                | 0                | -                | -                | -   | -                    | -                    | -                    | -                    | -                    | -                    | -                    |                      |                      |
| 1984-1985  | Bisons de Granby          | LHJMQ      | 44    | 16               | 25               | 1                | 2 463            | 228              | 5,55             |                  | 0                | -                | -                | -   | -                    | -                    | -                    | -                    | -                    | -                    | -                    |                      |                      |
| 1984-1985  | Canadiens de Sherbrooke   | LAH        | 1     | 1                | 0                | 0                | 60               | 4                | 4                |                  | 0                | -                | 13               | 10  | 3                    | 769                  | 37                   | 2,89                 |                      | 0                    | -                    |                      |                      |
| 1985-1986  | Canadiens de Montréal     | LNH        | 47    | 23               | 18               | 3                | 2 649            | 148              | 3,35             | 0                | 1                | -                | 20               | 15  | 5                    | 1 215                | 39                   | 1,93                 | 0                    | 1                    | -                    |                      |                      |
| 1986-1987  | Canadiens de Montréal     | LNH        | 46    | 22               | 16               | 6                | 2 681            | 131              | 2,93             | 0                | 1                | -                | 6                | 4   | 2                    | 330                  | 22                   | 4                    | 0                    | 0                    | -                    |                      |                      |
| 1987-1988  | Canadiens de Montréal     | LNH        | 45    | 23               | 12               | 9                | 2 583            | 125              | 2,9              | 90               | 3                | -                | 8                | 3   | 4                    | 429                  | 24                   | 3,36                 | 88,9                 | 0                    | -                    |                      |                      |
| 1988-1989  | Canadiens de Montréal     | LNH        | 48    | 33               | 5                | 6                | 2 744            | 113              | 2,47             | 90,8             | 4                | -                | 19               | 13  | 6                    | 1 206                | 42                   | 2,09                 | 92                   | 2                    | -                    |                      |                      |
| 1989-1990  | Canadiens de Montréal     | LNH        | 54    | 31               | 16               | 5                | 3 173            | 134              | 2,53             | 91,2             | 3                | -                | 11               | 5   | 6                    | 641                  | 26                   | 2,43                 | 91,1                 | 1                    | -                    |                      |                      |
| 1990-1991  | Canadiens de Montréal     | LNH        | 48    | 25               | 15               | 6                | 2 835            | 128              | 2,71             | 90,6             | 1                | -                | 13               | 7   | 5                    | 785                  | 40                   | 3,06                 | 89,8                 | 0                    | -                    |                      |                      |
| 1991-1992  | Canadiens de Montréal     | LNH        | 67    | 36               | 22               | 8                | 3 935            | 155              | 2,36             | 91,4             | 5                | -                | -                | -   | -                    | -                    | -                    | -                    | -                    | -                    | -                    |                      |                      |
| 1992-1993  | Canadiens de Montréal     | LNH        | 62    | 31               | 25               | 5                | 3 595            | 192              | 3,2              | 89,4             | 2                | -                | 20               | 16  | 4                    | 1 293                | 46                   | 2,13                 | 92,9                 | 0                    | -                    |                      |                      |
| 1993-1994  | Canadiens de Montréal     | LNH        | 68    | 35               | 17               | 11               | 3 867            | 161              | 2,5              | 91,8             | 7                | -                | 6                | 3   | 3                    | 375                  | 16                   | 2,56                 | 93                   | 0                    | -                    |                      |                      |
| 1994-1995  | Canadiens de Montréal     | LNH        | 43    | 17               | 20               | 6                | 2 566            | 127              | 2,97             | 90,6             | 1                | -                | -                | -   | -                    | -                    | -                    | -                    | -                    | -                    | -                    |                      |                      |
| 1995-1996  | Canadiens de Montréal     | LNH        | 22    | 12               | 9                | 1                | 1 260            | 62               | 2,95             | 90,7             | 1                | -                | -                | -   | -                    | -                    | -                    | -                    | -                    | -                    | -                    |                      |                      |
| 1995-1996  | Avalanche du Colorado     | LNH        | 39    | 22               | 15               | 1                | 2 305            | 103              | 2,68             | 90,9             | 1                | -                | 22               | 16  | 6                    | 1 454                | 51                   | 2,1                  | 92,1                 | 3                    | -                    |                      |                      |
| 1996-1997  | Avalanche du Colorado     | LNH        | 62    | 38               | 15               | 7                | 3 698            | 143              | 2,32             | 92,3             | 7                | -                | 17               | 10  | 7                    | 1 034                | 38                   | 2,21                 | 93,2                 | 3                    | -                    |                      |                      |
| 1997-1998  | Avalanche du Colorado     | LNH        | 65    | 31               | 19               | 13               | 3 835            | 153              | 2,39             | 91,6             | 4                | -                | 7                | 3   | 4                    | 430                  | 18                   | 2,51                 | 90,6                 | 0                    | -                    |                      |                      |
| 1998-1999  | Avalanche du Colorado     | LNH        | 61    | 32               | 19               | 8                | 3 648            | 139              | 2,29             | 91,7             | 5                | -                | 19               | 11  | 8                    | 1 173                | 52                   | 2,66                 | 92                   | 1                    | -                    |                      |                      |
| 1999-2000  | Avalanche du Colorado     | LNH        | 63    | 32               | 21               | 8                | 3 704            | 141              | 2,28             | 91,4             | 2                | -                | 17               | 11  | 6                    | 1 039                | 31                   | 1,79                 | 92,8                 | 3                    | -                    |                      |                      |
| 2000-2001  | Avalanche du Colorado     | LNH        | 62    | 40               | 13               | 7                | 3 585            | 132              | 2,21             | 91,3             | 4                | -                | 23               | 16  | 7                    | 1 451                | 41                   | 1,7                  | 93,4                 | 4                    | -                    |                      |                      |
| 2001-2002  | Avalanche du Colorado     | LNH        | 63    | 32               | 23               | 8                | 3 773            | 122              | 1,94             | 92,5             | 9                | -                | 21               | 11  | 10                   | 1 241                | 52                   | 2,51                 | 90,9                 | 3                    | -                    |                      |                      |
| 2002-2003  | Avalanche du Colorado     | LNH        | 63    | 35               | 15               | 13               | 3 769            | 137              | 2,18             | 92               | 5                | -                | 7                | 3   | 4                    | 423                  | 16                   | 2,27                 | 91                   | 1                    | -                    |                      |                      |
| Totaux LNH | Totaux LNH                | Totaux LNH | 1 029 | 551              | 315              | 131              | 60 226           | 2 546            | 2,54             | 91               | 66               | -                | 247              | 151 | 94                   | 15 205               | 584                  | 2,3                  | 91,8                 | 23                   |                      |                      |                      |

### Entraîneur-chef
| Saison    | Équipe                | Ligue |    | PJ | V  | D  | Pr   | % V                                                      |  | Séries éliminatoires |
| 2005-2006 | Remparts de Québec    | LHJMQ | 65 | 51 | 12 | 2  | 80,0 | Finalistes ; Remporte la Coupe Memorial                  |  |                      |
| 2006-2007 | Remparts de Québec    | LHJMQ | 70 | 37 | 28 | 5  | 56,4 | Éliminés au 1er tour                                     |  |                      |
| 2007-2008 | Remparts de Québec    | LHJMQ | 70 | 38 | 28 | 4  | 57,1 | Éliminés au 2e tour                                      |  |                      |
| 2008-2009 | Remparts de Québec    | LHJMQ | 68 | 49 | 16 | 3  | 74,3 | Éliminés au 3e tour                                      |  |                      |
| 2009-2010 | Remparts de Québec    | LHJMQ | 68 | 41 | 20 | 7  | 65,4 | Éliminés au 2e tour                                      |  |                      |
| 2010-2011 | Remparts de Québec    | LHJMQ | 68 | 48 | 16 | 4  | 73,5 | Éliminés au 3e tour                                      |  |                      |
| 2011-2012 | Remparts de Québec    | LHJMQ | 68 | 43 | 18 | 7  | 68,4 | Éliminés au 2e tour                                      |  |                      |
| 2012-2013 | Remparts de Québec    | LHJMQ | 68 | 42 | 21 | 5  | 65,4 | Éliminés au 2e tour                                      |  |                      |
| 2013-2014 | Avalanche du Colorado | LNH   | 82 | 52 | 22 | 8  | 68,3 | Éliminés au 1er tour                                     |  |                      |
| 2014-2015 | Avalanche du Colorado | LNH   | 82 | 39 | 31 | 12 | 54,9 | Non qualifiés                                            |  |                      |
| 2015-2016 | Avalanche du Colorado | LNH   | 82 | 39 | 39 | 4  | 50,0 | Non qualifiés                                            |  |                      |
| 2018-2019 | Remparts de Québec    | LHJMQ | 68 | 27 | 28 | 13 | 49,3 | Éliminés au 1er tour                                     |  |                      |
| 2019-2020 | Remparts de Québec    | LHJMQ | 64 | 27 | 32 | 5  | 46,1 | Sériés annulées (COVID-19)                               |  |                      |
| 2020-2021 | Remparts de Québec    | LHJMQ | 32 | 17 | 9  | 6  | 62,5 | Éliminés au 2e tour                                      |  |                      |
| 2021-2022 | Remparts de Québec    | LHJMQ | 68 | 51 | 15 | 2  | 76,5 | Éliminés au 3e tour                                      |  |                      |
| 2022-2023 | Remparts de Québec    | LHJMQ | 68 | 53 | 12 | 3  | 80,1 | Remporte le trophée Gilles-Courteau et la Coupe Memorial |  |                      |
| 2023-2024 | Islanders de New York | LNH   | 37 | 20 | 12 | 5  | 60,8 | Éliminés au 1er tour                                     |  |                      |

## Palmarès

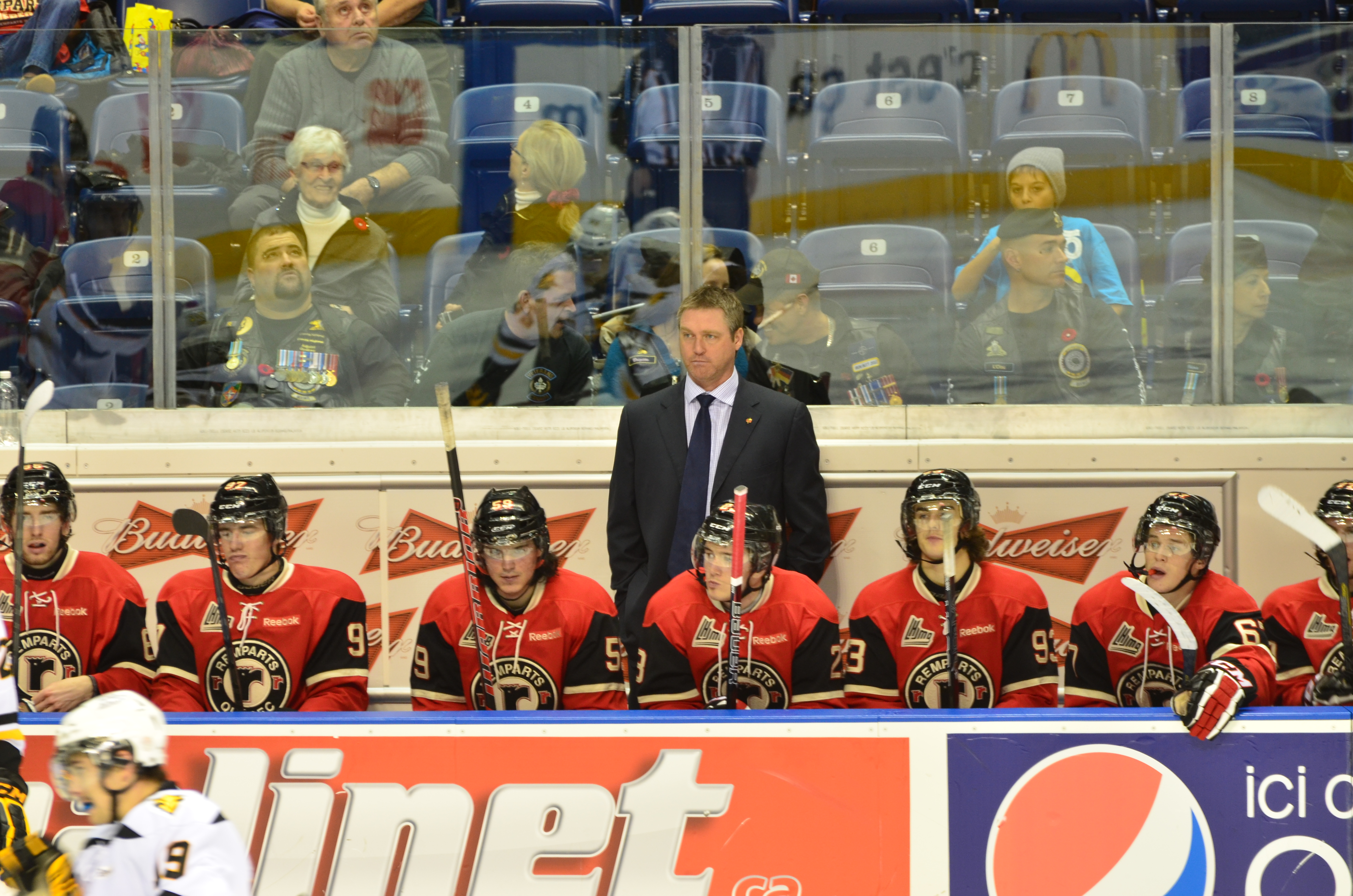
Patrick Roy derrière le banc des Remparts de Québec en 2012

- Récipiendaire de la médaille de la Ville de Québec le 3 juillet 2012.

### Comme joueur
- Membre depuis 2004 du Colorado Sports Hall of Fame[54]

#### Ligue de hockey junior majeur du Québec
- Membre du Temple de la renommée de la LHJMQ depuis le 31 mars 2004[55].

##### Bisons de Granby
- Numéro 30 retiré par les Bisons de Granby le 24 octobre 1993[56].

#### Ligue américaine de hockey
- Coupe Calder : 1985

#### Ligue nationale de hockey
- Coupe Stanley : 1986, 1993, 1996 et 2001
- Trophée Vézina : 1989, 1990 et 1992
- Trophée William-M.-Jennings : 1987, 1988, 1989, 1992 et 2002
- Trophée Conn-Smythe : 1986, 1993 et 2001
- Intronisé au Temple de la renommée le 13 novembre 2006
- Nommé parmi les 100 plus grands joueurs de la LNH à l'occasion du centenaire de la ligue[57] en 2017.

##### Canadiens de Montréal
- Numéro 33 retiré au Centre Bell le 22 novembre 2008.

##### Avalanche du Colorado
- Numéro 33 retiré par l'Avalanche le 28 octobre 2003

##### Records de la Ligue nationale de hockey
- 2e Gardien avec le plus de parties jouées en saison régulière : 1029
- Gardien avec le plus de victoires en séries éliminatoires : 151
- Gardien avec le plus de parties jouées en séries éliminatoires : 247

##### Étoiles de la Ligue nationale de hockey
- Participant aux Matchs des étoiles de la Ligue nationale de hockey en 1999, 1990, 1991, 1992, 1993, 1994, 1997, 1998, 2001, 2002, 2003.
- Membre de la première Équipe d'étoiles de la Ligue nationale de hockey en 1989, 1990, 1992, 2002.
- Membre de la deuxième Équipe d'étoiles de la Ligue nationale de hockey en 1988, 1991.
- Membre de l'Équipe d'étoiles des recrues de la Ligue nationale de hockey en 1986.

### Comme entraîneur et dirigeant

#### Ligue nationale de hockey
- Trophée Jack-Adams : 2014

#### Ligue canadienne de hockey
- Coupe Memorial : 2006 (à titre d'entraîneur-chef)
- Coupe Memorial : 2023 (à titre d'entraîneur-chef)

#### Ligue de hockey junior majeur du Québec
- Trophée Maurice-Filion : 2022
- Trophée Gilles-Courteau : 2023 (à titre d'entraîneur-chef)

##### Remparts de Québec
- Bannière-hommage au Centre Vidéotron pour son implication comme entraineur, directeur-gérant et copropriétaire avec les Remparts de Québec.